# Khasi (llengua)
El khasi és la llengua dels khasis del nord-est de l'Índia a Meghalaya amb alguns grups a Bangladesh. El seu llenguatge és molt característic i era només oral fins a l'arribada dels missioners europeus el segle xix, especialment el gal·lès Thomas Jones, que va transcriure la llengua a l'escriptura llatina.
El khasi és del gruo de les llengües khasis de la família austre-asiàtica. El grup de llengües khasis el formen el khasi, el pnar i el war.